# Pico Humphreys
O Pico Humphreys (em inglês:  Humphreys Peak) é o ponto mais alto do estado do Arizona, (Estados Unidos), com altitude de 3852 m.  Fica no condado de Coconino, aproximadamente a 17,6 km a norte de Flagstaff. É o mais alto de um grupo de antigos picos vulcânicos conhecidos como San Francisco Peaks. Pode-se aceder facilmente ao cume subindo pelo chamado Humphreys Trail (trilho Humphreys), que tem 7,2 km de comprimento e começa na estância de esqui de Arizona Snowbowl, na Floresta Nacional de Coconino. Os últimos quilómetros do trilho passam na única região de tundra do Arizona, a uma altitude de 3450 metros.
Recebeu este nome por volta de 1870, como homenagem a Andrew A. Humphreys, oficial do Exército dos Estados Unidos, que foi General do Exército Federal durante a Guerra Civil Americana, e que mais tarde se converteria em chefe de engenheiros do Corpo Militar de Engenheiros dos Estados Unidos.
O Humphreys Peak não deve ser confundido com o Monte Humphreys, um pico mais alto na Sierra Nevada.